# Chitinopomoides wilsoni
Chitinopomoides wilsoni är en ringmaskart som beskrevs av Benham 1927. Chitinopomoides wilsoni ingår i släktet Chitinopomoides och familjen Serpulidae. Inga underarter finns listade i Catalogue of Life.